# Cares de Atenas
Cares de Atenas (griego antiguo Χάρης) fue un general ateniense del siglo IV a. C., quien durante varios años mantuvo su influencia sobre el pueblo mediante una intensa corrupción.

## Primeras campañas
Fue enviado en 367 a. C. en ayuda de la ciudad de Fliunte. Estaba siendo atacada por los arcadios y los argivos, auxiliados por el comandante de Tebas en Sición. Consiguió levantar el asedio y sus operaciones lograron liberarla. En esta campaña se distinguió el orador Esquines. Desde este lugar fue llamado a tomar el mando contra Oropo, y la recuperación de su puerto por la sicionios de la guarnición espartana, inmediatamente después de su partida, demostró cuán importante había sido su presencia para el apoyo a la causa espartana en el norte del Peloponeso.
En el año 361 a. C., fue designado para suceder a Leóstenes, tras la derrota de este último por Alejandro de Feras, y navegando a Corcira, prestó ayuda a una conspiración oligárquica, en la que la democracia fue derrocada con mucho derramamiento de sangre, medida que, por supuesto, suscitó una disposición hostil hacia Atenas por parte de los expulsados, aunque, al mismo tiempo, falló la conciliación de los oligarcas. La consecuencia fue la pérdida de la isla por los atenienses cuando estalló la Guerra Social. 
En 358 a. C. Cares fue enviado a Tracia como general plenipotenciario, y Caridemo fue obligado a ratificar el tratado que había hecho con Atenodoro por el cual el Quersoneso tracio pasaba a Atenas (357 a. C.). El año siguiente fue nombrado para la conducción de la Guerra Social, en la segunda campaña, en la que, tras la muerte de Cabrias, Ifícrates y Timoteo se unieron a él en el mando (356 a. C.) Según Diodoro, como sus colegas se habían negado a una batalla después de una tormenta, les acusó de negarles su ayuda, y posteriormente fueron llevados a juicio. Como dice Cornelio Nepote, Cares parece haber hecho frente al enemigo a pesar del tiempo, fue derrotado y, con el fin de protegerse a sí mismo, acusó a sus colegas de no apoyarle. En la acusación fue ayudado por Aristofonte. Estando ahora con el mando único, y teniendo necesidad de dinero, como temía solicitarlo a Atenas, se puso al servicio de Artabazo II, el sátrapa rebelde de la Frigia Helespóntica, quizás obligados por sus mercenarios. Los atenienses, al principio aprobaron este proceder, pero después le ordenó que abandonara su relación con Artabazo ante la queja del rey persa Artajerjes III Oco, y es probable que la amenaza de ésta de apoyar a los confederados contra Atenas apresuró la terminación de la guerra, de conformidad con los deseos de Eubulo e Isócrates, y en oposición a los de Cares y su partido.
En 353 a. C. Cares fue enviado contra las polis de Sesto y Cardia, que parece que se habían negado a la sumisión a Atenas, a pesar de la cesión del Quersoneso tracio en 357 a. C. Tomó la ciudad, masacró a los hombres, y vendió a las mujeres y los niños como esclavos.

## Contra los macedonios
En la Guerra olíntica, 349 a. C., fue nombrado general de los mercenarios enviados desde Atenas en ayuda de Olinto, pero parece que tuvo una acción muy limitada y el mando fue confiado a Caridemo, que en el año siguiente, 348 a C., fue de nuevo sustituido por Cares. En esta campaña obtuvo algunos triunfos sobre los mercenarios del rey Filipo II de Macedonia, y lo celebró con una fiesta dada a los atenienses con una parte del dinero que había sido sacrílegamente tomado de Delfos, y fue acusado por Cefisodoto.
En 346 a. C., lo encontramos al mando de nuevo en Tracia. Cuando el rey de Macedonia, Filipo, se preparaba para marchar contra Cersobleptes, las quejas llegaron a Atenas desde el Quersoneso, del que Cares se había retirado, y no fue hallado por ninguna parte; y el pueblo se vio obligado a enviar una escuadra en busca de él con el mensaje extraordinario, que decía que «sorprendió a los atenienses que, mientras que Filipo venía contra el Quersoneso, desconocían dónde estaba su general y sus fuerzas». Que hubiera participado en una expedición privada de saqueo era bastante probable. En el mismo año, y antes de la salida de la segunda embajada de Atenas a Macedonia sobre el tema de la paz, llegó un despacho a Cares informándole de la situación desesperada de Cersobleptes. Después de esto se pierde de vista a Cares durante varios años, durante los cuales probablemente residía en Sigeo, quien, según Teopompo estaba con él. Pero en un discurso de Demóstenes pronunciado en 341 a. C. se habla de él como poseedor de una gran influencia en aquel tiempo en los consejos de Atenas, y podemos considerar por lo tanto, que fue uno de los que autorizó y defendió el procedimiento de Diopites contra el rey Filipo en Tracia.
En 340 a. C. fue designado al mando de la fuerza que se envió en ayuda de Bizancio contra Filipo, pero su carácter despertó la sospecha de los bizantinos, y se negaron a recibirlo. No hizo nada contra el enemigo: sólo se aprovechó de los aliados de Atenas, a quienes parece que saqueó sin escrúpulos. Fue, pues, sustituido por Foción, cuyo éxito fue brillante.
En 338 a. C., fue enviado en ayuda de la ciudad de Anfisa contra Filipo, quien le venció junto con el general tebano, Próxeno. De esta derrota, que es mencionada por Esquines, Demóstenes, en su respuesta no dice nada, pero habla de dos batallas en las que los atenienses resultaron victoriosos. En el mismo año, Cares fue uno de los comandantes de las fuerzas atenienses en la Batalla de Queronea, del desastroso resultado del cual escapó a la censura, o al menos el enjuiciamiento, aunque Lisicles, uno de sus colegas, fue juzgado y condenado a muerte.
Es mencionado por Flavio Arriano como uno de los generales a quien Alejandro Magno exigió la rendición en 335 a. C., aunque más tarde fue convencido por Démades de que solo se lo exigiese a Caridemo. Plutarco, sin embargo, omite el nombre de Cares en la lista que da. Cuando Alejandro invadió Asia en 334 a. C., Cares vivía en Sigeo, y es citado de nuevo por Arriano como uno de los que fueron a reunirse con el rey y le presentó sus respetos en su camino hacia Troya.
Después le mandó Darío III Codomano a Mitilene, que había sido tomada en el año 333 a. C. por Farnabazo III y Autofradates. Cares se vio obligado a entregarla en los siguientes años. A partir de entonces no se habla más de él, y es probable que acabara sus días en Sigeo.

## Valoración
En general, Cares ha sido acusado de temeridad, especialmente en la exposición innecesaria de su propia persona, quien según Plutarco parece haber sido, durante la mayor parte de su carrera, el mejor comandante que tuvo Atenas. En política, figura totalmente relacionado con Demóstenes. Moralmente, debió de haber sido un demonio en cualquier grupo al que él mismo se incorporase, no obstante la ayuda que pudiese prestarle en ocasiones a través de los oradores de los que se decía que estaban continuamente en deuda con él. Respecto de su presunto libertinaje, que no tenía medida, lo declaraba desvergonzadamente y se regocijaba en él, ridiculizando públicamente al austero Foción. Su mala fe pasó a un proverbio, y su rapacidad era extraordinaria, incluso en medio del sistema vigente en ese momento, cuando los ciudadanos de Atenas no querían luchar en sus propias batallas, ni pagar a los hombres que luchaban con ellos, y sus comandantes tenían que apoyar a sus mercenarios lo mejor que podían. Su carrera triunfal bajo las banderas de la República puede ser visto como un síntoma de la decadencia de los valores y el poder de Atenas.